# Lijst van beelden in Bunschoten
Dit is een chronologische lijst van beelden in Bunschoten. Onder een beeld wordt hier verstaan elk driedimensionaal kunstwerk in de openbare ruimte van de Nederlandse gemeente Bunschoten, waarbij beeld wordt gebruikt als verzamelbegrip voor sculpturen, standbeelden, installaties, gedenktekens en overige beeldhouwwerken.
| Geplaatst | Omschrijving                            | Kunstenaar         | Straat                                         | Plaats                | Materiaal               | Afbeelding |
| --------- | --------------------------------------- | ------------------ | ---------------------------------------------- | --------------------- | ----------------------- | ---------- |
| 1951      | Oorlogsmonument                         | P.F. Koops         | Spakenburgergracht                             | Bunschoten-Spakenburg | baksteen en natuursteen |            |
| 1994      | Zeeleeuwen                              | Hetty Heyster      | Bij zwembad de Duker                           | Bunschoten-Spakenburg | brons                   |            |
| 1995      | Spakenburgse Vrouw                      | Emanuel Houben     | Spuiplein                                      | Bunschoten-Spakenburg | brons                   |            |
| 1998      | De visser                               | Hans Kuyper        | Havenstraat                                    | Bunschoten-Spakenburg | brons                   |            |
| 1999      | Wilhelmina                              | Greet Grottendieck | Hoek Weikamp/Kerkemaat                         | Bunschoten-Spakenburg | brons                   |            |
| 2002      | Boerenechtpaar                          | Frank Letterie     | Bikkersweg                                     | Bunschoten-Spakenburg | brons                   |            |
| 2005      | Dan zal ik ten volle kennen             | Marion Jebbink     | Begraafplaats "De Akker"                       | Bunschoten-Spakenburg | brons                   |            |
| 2009      | Alice versus de Koning                  | Peter de Leeuwe    | Bikkersweg                                     | Bunschoten-Spakenburg | brons                   |            |
| 2009      | Botterbank                              | Kees Verwey        | Winkelplein aan de Ziel                        | Bunschoten-Spakenburg | roestvast staal         |            |
|           | Koningskroon                            |                    | Dorpsstraat hoek De Kleine Pol                 | Bunschoten-Spakenburg | brons - hardsteen       |            |
|           | Oorlogsmonument voor burgerslachtoffers |                    | Begraafplaats Bunschoten-Spakenburg Bikkersweg | Bunschoten-Spakenburg | steen                   |            |